# یخسار

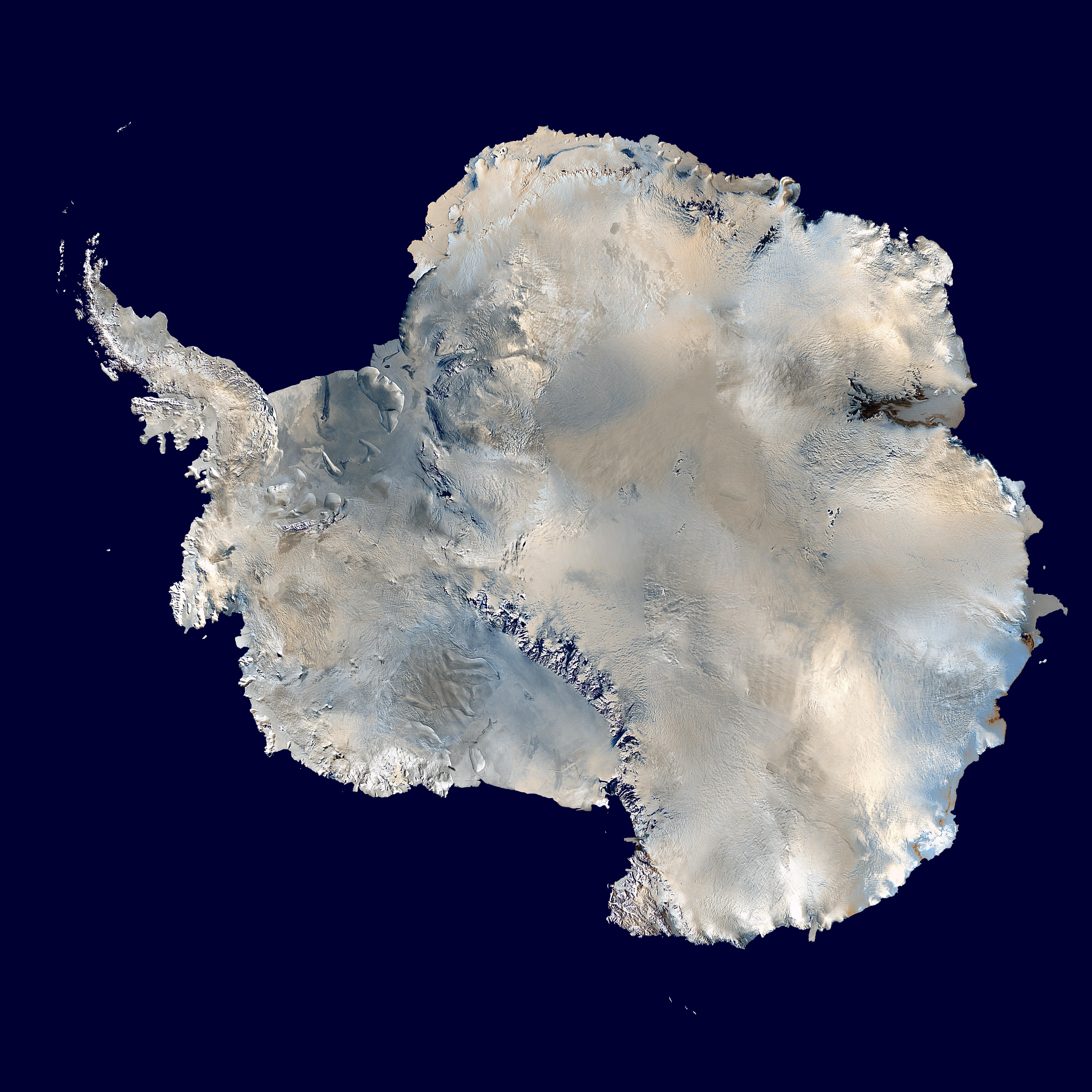
رویهٔ قطب جنوب به‌وسیلهٔ یخسار پوشیده شده‌است.

یَخسار یک توده بسیار بزرگ و ضخیم از یخ است که روی خشکی قرار دارد. به عبارتی دیگر، یخسار انبوهه‌ای از یخ حاصل از یخچال طبیعی است که پهنهٔ پیرامون خود را بپوشاند و از ۵۰٬۰۰۰ کیلومتر مربع بزرگ‌تر باشد. یخسارها از جزیره‌های یخی یا یخچال‌ها بزرگ‌ترند.
به طور خلاصه، یخسار یک صفحه یخی غول‌پیکر در خشکی است که از برف‌های فشرده شده در طول هزاران سال به وجود آمده و آنقدر بزرگ است که می‌تواند یک قاره را بپوشاند. این پدیده‌ها با یخچال‌های کوهستانی که بسیار کوچک‌تر هستند، فرق دارند.
تنها یخسارهای موجود جنوبگان و گرینلند می‌باشند. در زمان‌های کهن، یخسار لارنتی بیشتر کانادا و شمال آمریکا را پوشانده بود.
یخسارها از خیلی از کشورها بزرگ‌تر هستند. به همین دلیل به آن "ورقه یخی" یا "یخچال قاره‌ای" هم می‌گویند.
یخسارها در طی هزاران سال به وجود می‌آیند. در مناطقی که همیشه سرد است، برفی که می‌بارد، در تابستان به طور کامل آب نمی‌شود. به مرور زمان، لایه‌های جدید برف روی لایه‌های قدیمی‌تر می‌نشینند و آن‌ها را فشرده می‌کنند تا در نهایت به یخ تبدیل شوند. ضخامت این لایه‌های یخی می‌تواند به چندین کیلومتر برسد.
با اینکه جامد به نظر می‌رسند، یخسارها به خاطر وزن بسیار زیادشان به آرامی از مرکز به سمت اطراف حرکت می‌کنند، مثل یک خمیر خیلی خیلی کند.

## اصطلاحات
کاهش حجم یخسار بر اثر تبخیر یا ذوب‌شدن را اصطلاحاً «یخ‌کاست» می‌گویند. بخشی از یخسار یا حوضهٔ برفی که در آن یخ‌کاست بیش از انباشته‌شدن صورت می‌گیرد را نیز پهنهٔ یخ‌کاست می‌گویند.
غار یخ‌کاستی نوعی غار یخساری با چند متر ارتفاع و عرض است که نزدیک به انتهای یخسار تشکیل می‌شود.